# Bugae-dong
Bugae-dong (koreanska: 부개동) är en stadsdel i staden Incheon i Sydkorea, 23 km väster om huvudstaden Seoul. Den ligger i stadsdistriktet Bupyeong-gu på gränsen till staden Bucheon.

## Indelning
Administrativt är Bugae-dong indelat i:
| Namn    | Namn              | Yta km² | Invånare 31 dec 2020 |
| ------- | ----------------- | ------- | -------------------- |
| 부개1동 | Bugae 1(il)-dong  | 0,91    | 16 995               |
| 부개2동 | Bugae 2(i)-dong   | 0,75    | 18 022               |
| 부개3동 | Bugae 3(sam)-dong | 0,86    | 32 194               |